# Lichtfarbe
Lichtfarbe ist die Farbe einer selbstleuchtenden Lichtquelle. Das von einem beleuchteten Körper (teilweise) reflektierte Licht führt dagegen zur Wahrnehmung einer Körperfarbe. Farbiges Licht kann auch durch Absorption, Streuung, Beugung oder auch dispersive Brechung entstehen.
Der Farbreiz beruht auf der spektralen Zusammensetzung des Lichts. Er setzt sich entweder aus diskreten einzelnen Spektralfarben bestimmter Wellenlänge, aus einem Lichtgemisch mehrerer Wellenlängen oder Wellenlängenbereiche oder aus einem kontinuierlichen Spektralbereich zusammen. Die Intensitätsverteilung über die Wellenlängen des (sichtbaren) Spektrums ist charakteristisch für die Lichtquelle. Durch Filterung kann die Lichtfarbe verändert werden. 
In Verbindung mit den Fotorezeptoren des Auges und der Verarbeitung im Nervensystem hat jede Lichtfarbe eine bestimmte Charakteristik, die Farbvalenz. Eine Messung der Farbvalenz orientiert sich an den Wahrnehmungseigenschaften des menschlichen Sehsystems. Solch eine Farbvalenz entsteht aus dem Licht von Lichtquellen durch additive Farbmischung.
Die wahrgenommene Farbe einer Lichtquelle (oder eines Körpers) ist allerdings durch deren Lichtspektrum nicht eindeutig bestimmt. Sie hängt darüber hinaus stark von Spektrum des jeweiligen Hintergrundes ab. So können gleiche Spektren (einer Lichtquelle oder eines Körpers) zu ganz unterschiedlicher Farbe führen.
Das bedeutet: Farbe entsteht in der (menschlichen) Wahrnehmung und beruht auf dem Spektrum des jeweiligen Lichts im Vergleich mit dem jeweiligen Hintergrund. Isolierte Lichtfarben können aber auch, unter geeigneten Bedingungen, als Farbspektren durch Farbsensoren bestimmt werden.

## Wahrnehmung verschiedener Lichtwellenlängen

### Der Farbraum

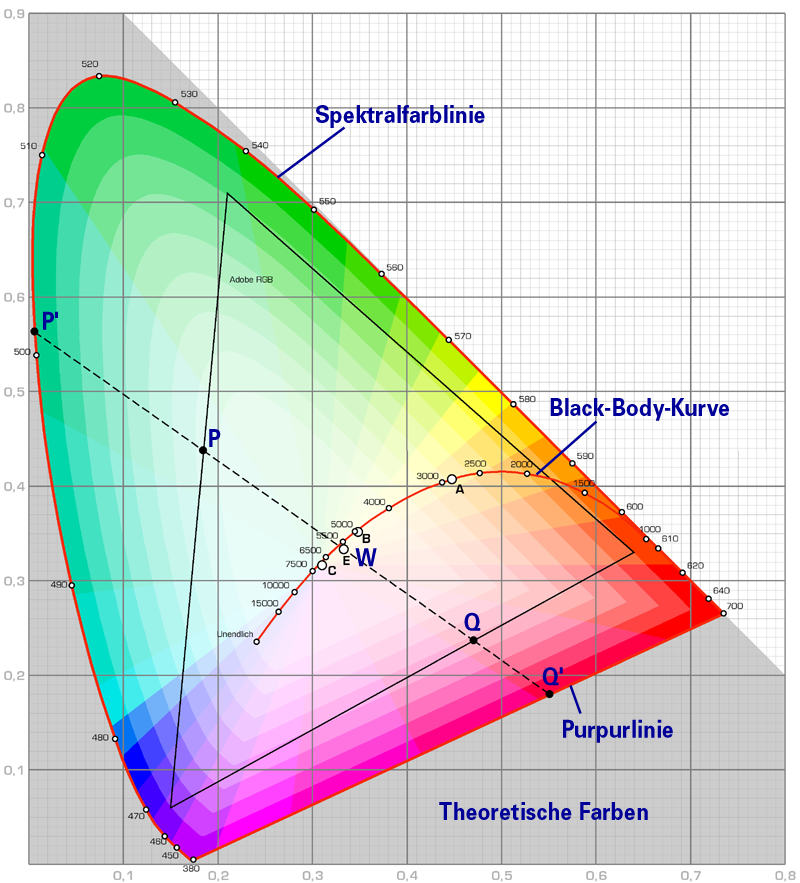
Das Farbdreieck im Farbraum. Monochromatische Spektralfarben liegen auf der äußeren Kurve, gemischte Farben innerhalb dieses Bogens. Die Farben eines thermischen Strahlers liegen im Farbdiagramm auf einer Kurve, hier als „Black-Body-Kurve“ bezeichnet. Bei steigender Farbtemperatur ändert sich die Farbe von rot zu blauweiß.

Im menschlichen Auge gibt es drei Typen von Sinneszellen (Farbrezeptoren), die je nach Wellenlänge des Lichts unterschiedlich stark empfindlich sind. Die relative Stärke, mit der diese Rezeptoren auf einen Lichtreiz ansprechen, lässt sich durch zwei Koordinaten in einer Ebene darstellen (CIE-Normvalenzsystem). Die möglichen Kombinationen bilden in dieser Darstellung das so genannte Farbdreieck. Eine Farbe, bei der alle drei Sorten von Farbrezeptoren gleichermaßen ansprechen, entspricht dem Mittelpunkt des Dreiecks; wenn nur zwei Sorten der Farbrezeptoren ansprechen, entspricht dies einem Punkt auf einer Kante; dass nur eine Sorte anspricht, einer Ecke des Dreiecks. Letzteres ist allerdings physiologisch unmöglich, weil bei keiner Wellenlänge nur genau eine Sorte Farbrezeptoren anspricht. 

### Linienspektrum durch Elektronenprozesse
In Atomen oder Molekülen werden die Elektronen durch Zufuhr von Energie angeregt und so in einen Zustand höherer Energie versetzt. Nach kurzer Zeit fällt das angeregte Elektron wieder in einen Zustand niedrigerer Energie zurück und gibt die zuvor erhaltene Energie in Form eines Photons ab. Ähnliches gilt für Konformationsänderungen und Übergängen zwischen Schwingungs- und Rotationszuständen von Molekülen, die mit Energieaufnahme bzw. ‑abgabe verbunden sind. Je größer diese Energie ist, desto größer ist die Frequenz und desto kleiner ist die Wellenlänge der emittierten Strahlung. Liegt ihre Wellenlänge im Bereich des sichtbaren Lichts, also zwischen ca. 400 nm und 800 nm, so sieht man den Körper leuchten. Elektronische Übergänge zwischen inneren Schalen sind typischerweise so energiereich, dass die dabei entstehende Strahlung im Röntgen- oder UV-Bereich liegt und damit unsichtbar ist. Übergänge zwischen Schwingungs- und Rotationszuständen sind wiederum so energiearm, dass die Strahlung hier im ebenso unsichtbaren IR- oder Mikrowellen-Bereich liegt. Sichtbares farbiges Licht entsteht also vor allem bei Übergängen in der äußeren Atomhülle.
Da die Elektronen eines Atoms nicht beliebige, sondern nur ganz bestimmte Energiezustände einnehmen können, werden immer nur ganz bestimmte Mengen an Energie (Quanten) und damit ganz bestimmte Wellenlängen abgestrahlt. Das Ergebnis sind sogenannte Spektrallinien mit monochromatischem (einfarbigem) Licht von einer bestimmten Wellenlänge.
Solche Spektrallinien werden vom Menschen als sehr intensive Spektralfarben wahrgenommen. Im Farbdreieck liegen diese Farben auf einer gebogenen Kurve. Alle Mischungen aus verschiedenen Spektralfarben liegen innerhalb dieser Kurve.
Beispielhaft kann man diese Spektralfarben bei einem Demonstrationsversuch am Gasherd beobachten. Hierbei wird Natriumchlorid in die Flamme gebracht. Durch deren Hitze werden Elektronen der äußeren Schale der Natriumatome angeregt. Fallen diese Elektronen wieder in den Grundzustand, senden sie ein Photon im Bereich des orangen Lichtes aus. Auch an Straßenlaternen mit Natriumdampflampen sieht man diesen Farbeffekt. 
Bei LEDs erfolgt der Elektronensprung nicht zwischen den Energieniveaus einzelner Atome, sondern zwischen den Bändern des Halbleiters. Maßgeblich für die Farbe des abgestrahlten Lichts ist hier also die Bandlücke. Das Prinzip bleibt jedoch dasselbe.
Beispiele für schmalbandige Lichtquellen sind Laser, Leuchtstoffe im Monitor, Leuchtdioden, Quecksilberdampflampen oder Natriumdampflampen. Spektrallampen können schmalbandige, sehr wellenlängenstabile Spektralfarben abgeben.
Fluoreszenz in Festkörpern oder auch die Emission heißer dichter Plasmen erzeugt breitere Banden. Die wahrgenommene Farbe ist die einer einzelnen dominanten Linie oder Bande oder sie bildet sich aus mehreren Linien oder Banden durch additive Farbmischung. 
Lichtquellen mit mehreren oder durch hohen Druck verbreiterten Emissionslinien können weiß erscheinendes Licht abgeben (Xenon-Höchstdrucklampen, Halogen-Metalldampflampen). Eine weitere Möglichkeit, weißes Licht zu erzeugen, wird bei Leuchtstoffröhren angewandt, indem die in einer Quecksilberdampf-Niederdruck-Entladung dominierende Ultraviolett-Strahlung durch fluoreszierende Substanzen in fehlende Spektralbereiche gewandelt wird.

### Kontinuierliches Spektrum von thermischen Strahlern
Licht, das von einem glühenden Körper ausgeht – beispielsweise das Licht der Sonne, einer Kerze oder einer Glühlampe – hat ein kontinuierliches Spektrum von verschiedenen Wellenlängen. Alle Körper senden durch die thermische Bewegung ihrer Teilchen elektromagnetische Strahlung aus, deren spektrale Verteilung von der Temperatur abhängt und im Wesentlichen dem Planckschen Strahlungsgesetz folgt. Solche Strahlung beginnt bereits unmittelbar über dem absoluten Nullpunkt mit der Wärmestrahlung im fernen Infrarot. Das Spektrum hat einen glockenförmigen Verlauf: Große Wellenlängen tragen wegen ihrer verhältnismäßig geringen Energie wenig zum Spektrum bei; sehr energiereiche Übergänge sind aus thermodynamischen Gründen unwahrscheinlich. Dazwischen existiert ein Maximum der Strahlungsleistung, dessen Wellenlänge von der Temperatur abhängig ist: Je heißer der Strahler, desto kurzwelliger ist es (Wiensches Verschiebungsgesetz).  
Bei Zimmertemperatur wird elektromagnetische Strahlung hauptsächlich als  Infrarotstrahlung gesendet. Je höher die Temperatur steigt, desto mehr verschiebt sich das Spektrum hin zu kürzeren Wellenlängen und zu sichtbarem Licht – zunächst rot, und dann blauer. Dadurch erscheint eine glühende Herdplatte rot, Kerzenlicht gelblich, Sonnenlicht weiß und 10.000 K heiße Plasmen oder Fixsterne weißbläulich. Die Menge möglicher Farben ist dabei begrenzt und bildet im Farbdiagramm eine Linie, die sich vom Rand (im roten Bereich) gekrümmt ins Zentrum des Farbdreiecks zieht. Licht thermischer Strahler kann zum Beispiel niemals grün, tiefblau oder violett sein.
Den Lichtfarben ordnet man eine entsprechende Farbtemperatur (TCP), ausgedrückt in Kelvin (K), zu. Auch wenn das Licht nicht von einem thermischen Strahler stammt, im Farbdiagramm aber auf oder nahe der Kurve thermischer Farben liegt, gibt man eine Farbtemperatur an.

## Kennzeichnung der Lichtfarbe
Die Lichtfarbe ist eine Kenngröße, um Leuchtmittel zu charakterisieren. So werden insbesondere Leuchtstofflampen zum Vergleich mit Glühlampen in folgende drei Gruppen eingeteilt:
| Bezeichnung         | Farbtemperatur  | Beschreibung              | Wirkung auf den Menschen                                    |
| ------------------- | --------------- | ------------------------- | ----------------------------------------------------------- |
| warmweiß (ww)       | unter 3300 K    | gelbweißes Licht          | als gemütlich und behaglich empfunden.                      |
| neutralweiß (nw)    | 3300 bis 5300 K | weißes Licht              | sachliche Atmosphäre, Kunstlichtcharakter.                  |
| tageslichtweiß (tw) | über 5300 K     | tageslichtähnliches Licht | wirkt technisch, anregend, passt zu einfallendem Tageslicht |

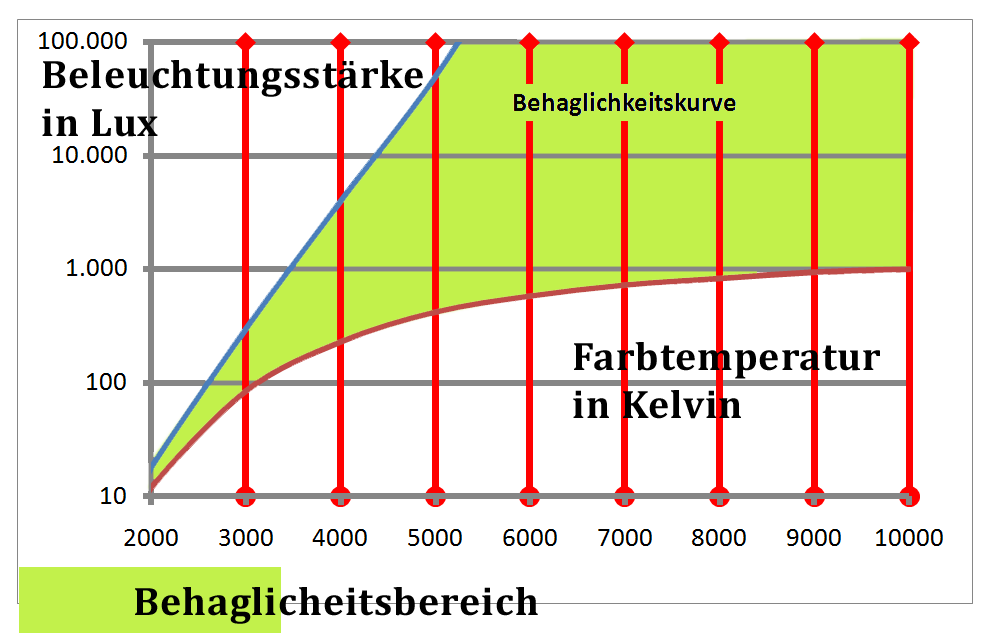
Behaglichkeitskurve als Beleuchtungsstärke versus Lichtfarbe

Technisch ist Lichtfarbe die Angabe der Farbe einer vergleichbaren Lampe. Liegt kein kontinuierliches Spektrum des Leuchtmittels vor, muss zur Herstellung der Lichtfarbe Weiß additive Farbmischung oder eine geeignete Auswahl der Leuchtstoffe eingesetzt werden. Eine Lichtfarbe kann durch
1. die Lichtart,
2. die Farbtemperatur,
3. den Farbort in einem geeigneten Farbendreieck (der Hellwert bleibt unbewertet),
4. den Farbwiedergabeindex Ra
5. einen Farbnamen oder ersatzweise eine generische Zahl

beschrieben werden.
Letztere Möglichkeit wird zur Charakterisierung der Lichtfarbe von Leuchtmitteln eingesetzt. Die dreistellige Zahl wird durch die erste Ziffer für den Spektraltyp aus dem Farbwiedergabeindex und den folgenden zwei Stellen aus der Farbtemperatur in Kelvin gebildet. Somit enthält die Lampenangabe des Herstellers eine Kennzeichnung der Lichtfarbe und der Farbqualität. Die Klassifikation richtet sich nach ILCOS oder nach Firmenstandards der Hersteller. Die Lichtfarbe wird immer in Form einer dreistelligen Nummer hinter der Leistung angegeben. Die erste Ziffer bezeichnet den Bereich des Farbwiedergabeindex Ra, die letzten beiden Ziffern abgekürzt die Farbtemperatur. In der Abkürzung TL-D 58W/840 bezeichnet TL-D eine Lampe in Stabform, 58 W die Nennleistung, 8 die Farbwiedergabe mit Ra = (85) → 8, 40 die Farbtemperatur 4000 K und die Lichtfarbe Cool White.
Wegen der Weiterentwicklung der Leuchtmittel wurde zur Vergleichbarkeit im Rahmen der IEC ein internationales Bezeichnungssystem entwickelt, das Internationale Lampenbezeichnungssystem ILCOS (IEC 1231/ International Lamp Coding System) definiert und in nationale Normen, beispielsweise in die DIN 49805:2000, übernommen
| Farbname                      | Standardlicht herkömmliche Lichtquellen | (Drei-)Bandenlicht Ra 80…89 | Vollspektrumlicht de luxe Ra 90…99 | Speziallicht                                        |
| ----------------------------- | --------------------------------------- | --------------------------- | ---------------------------------- | --------------------------------------------------- |
| Warmweiß                      | 530 (3000 K)                            | 830 (3000 K)                | 930 (3000 K)                       | Natriumdampf-Hochdrucklampen 2200 K, Farbwiedergabe |
| Kaltweiß herstellerspezifisch | 640 (4000 K)                            | 840 (4000 K)                | 940 (3800 K)                       |                                                     |
| Tageslichtweiß                | 765 (6500 K), Ra 75                     | 850 (5000 K) 865 (6500 K)   | 954 (5400 K) 965 (6500 K)          |                                                     |
| Sky White                     |                                         | 880 (8000 K)                |                                    |                                                     |

## Technisch-ästhetische Wirkung
Unter Farbe des Lichtes ist die spektrale Zusammensetzung des Lichtes gemeint. Das weiße Licht eines schwarzen Strahlers wird im Chromatizitätsdiagramm durch den Weißpunkt festgelegt.

### Normbeleuchtungsarten
Um in der Farbmetrik und beim Colormanagement vergleichbare Bedingungen zu schaffen, wurden Lichtfarben normiert. Eine weitere Anwendung solcher Klassifizierungen für Lichtfarben sind die Beleuchtungsarten im Falle des Normfarbraumes, um definierbare (vergleichbare) Lichtverhältnisse für Farbangaben zu Körperfarben zu erhalten.
Das Licht von Lampen gleicher Lichtfarbe kann unterschiedliche spektrale Zusammensetzung besitzen: metameres Licht erscheint dann auf weißen Oberflächen farblich gleich, auf bunten Oberflächen können aber Unterschiede auftreten. Daher kann man allein aus der Lichtfarbe einer Lampe nicht auf die exakte oder gleiche Farbwiedergabe schließen.
Bei einem Monitor oder Fernseher kann aus den drei Lichtfarben (rot, grün und blau) nur der Farbraum reproduziert werden, der innerhalb dieser drei Grundfarben liegt (Farbdreieck). Es wurden verschiedene derartige Farbräume definiert, sodass die reproduzierten Farben von den Einstellungen bei der Aufnahme eines Bildes als auch den Einstellungen des Wiedergabegerätes abhängen. Weichen diese voneinander ab, kommt es zu Farbverschiebungen.

### Leuchtmittel und deren Einsatz

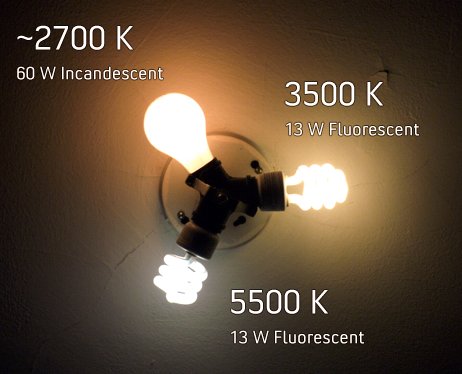
Lampen mit unterschiedlichen Farbtemperaturen im Vergleich

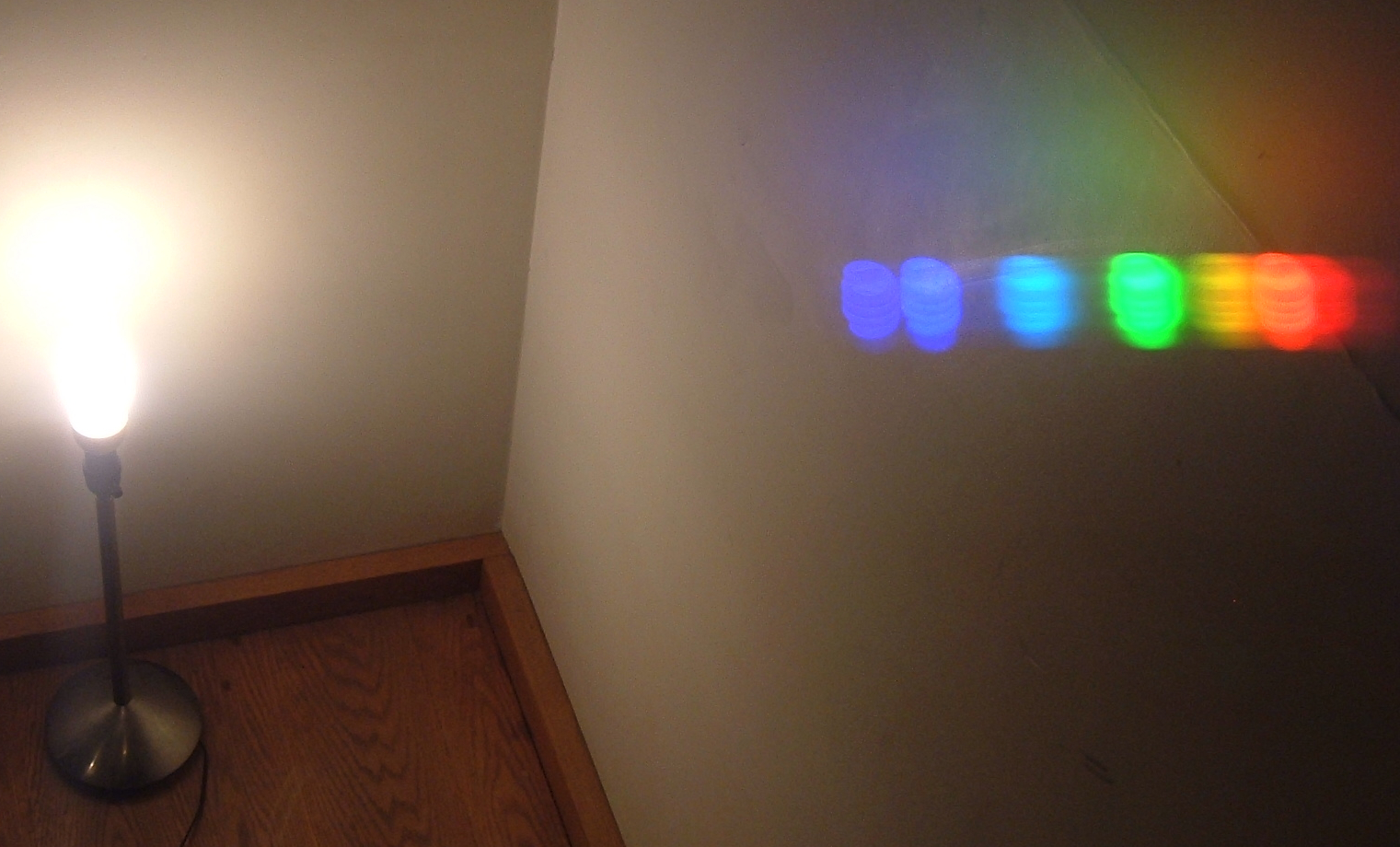
Spektrum einer Kompaktleuchtstofflampe. Durch ein Beugungsgitter vor der Kamera werden die unterschiedlichen Farben im Licht einer Leuchtstofflampe sichtbar. Eine Glühlampe hingegen würde ein durchgehendes Spektrum ohne Lücken zeigen (Glühlampen besitzen ein kontinuierliches Spektrum und kein Linienspektrum).

Bei Leuchtstoffröhren bestimmen die Leuchtstoffe auf der Innenseite der Glasröhre die Lichtfarbe. So kann fast jeder Farbreiz erzeugt werden, aber auch durch eingefärbtes (Lampen-)Glas oder nachgesetzte Filter verändert werden. Die Reflektoren von Kaltlichtspiegellampen lassen zum Beispiel den Rot- und Infrarotanteil der Glühlampe passieren und erzeugen so ein thermisch kälteres Lichtbündel mit weniger Wärmestrahlung. Weiß erscheinende Leuchtstofflampen werden oft durch mehrere Leuchtstoffschichten erreicht, je weiterbandig umso angenehmer wird es empfunden. So erzeugtes Licht besteht aus einzelnen Spektralbereichen und nicht wie bei einer glühenden Wendel aus einem kontinuierlichen Spektrum, wobei die Glühwendel der Verteilung des Schwarzen Strahlers nach Planck nahekommt.
Nahezu weiß erscheinende Lichtquellen verursachen vom Tageslichteindruck abweichende Farbverfälschungen, wenn sie ein diskontinuierliches Spektrum aufweisen. Die Qualität der Farbwiedergabe eines Leuchtmittels wird durch den Farbwiedergabeindex (Ra) beschrieben. Der Wert 100 entspricht der Qualität einer guten Glühlampe und stellt den maximal erreichbaren Wert dar. Auf einen hohen Farbwiedergabeindex ist zu achten, wenn die Farben von beleuchteten Objekten unverfälscht wahrgenommen werden sollen. In Innenräumen sollte der Ra-Index nicht unter 80 liegen.

Farbtemperatur nach dem planckschen Strahlungsgesetz, über Energie skaliert

827 bezeichnet warmweiße (=2700 Kelvin) Lampen mit durchschnittlicher Farbtreue (=80…89) wie in Europa zumeist angeboten, während in den USA auch 830 (=3000 Kelvin) als warmweiß verkauft wird. Das menschliche Farbempfinden einer 830 entspricht eher dem einer sehr hellen Glühlampe, während das einer 827 häufig als weniger hell und grünstichiger empfunden wird. Halogenglühlampen haben je nach Bauart und Leistung eine Lichtfarbe zwischen 2800 K und 3500 K und können der Grund für ein leicht von der gewohnten Farbtemperatur abweichendes subjektives Farbempfinden sein. 840 (also 4000 K) wird als (neutralweiß) für Büros und Arbeitsplätze empfohlen. Es wirkt weniger ermüdend und bildet einen bei Tag und Nacht angenehmen Kompromiss, wenn die Lichtstärke im Raum angepasst ist. Auch der Kontrast der üblichen schwarzen Schrift auf weißem Untergrund kann subjektiv der Lichtfarbe unterliegen. In Innenräumen wird eine Ausleuchtung mit 4000 Kelvin kaum als störend wahrgenommen und oft überhaupt nicht bemerkt. Die Bestimmungen für Arbeitsplatzbeleuchtung sind in DIN EN 12464-1:2011 geregelt.
Die Tageslichtvarianten (850, 865), auch cool-white (kaltweiß) und day-white (tagesweiß) genannt, sind für die Kombination mit Tageslicht empfehlenswert, wie es für die Beleuchtung von Geschäftslokalen notwendig ist. Wenn große Glasflächen viel Tageslicht in den Raum lassen oder bedampfte Glasscheiben die Rotanteile im Tageslicht stark dämpfen, ist diese Lichtfarbe empfehlenswert, um störende Farbschatten zu vermeiden. Auch für Nachtarbeit kann der Einsatz lohnend sein, weil durch die hohen Blauanteile dem Körper Tageslicht vorgetäuscht (und damit weniger Melatonin produziert) wird.
Die Zifferncodes nach ILCOS sind herstellerabhängig besser zur Bewertung der Lampen geeignet als die Angaben in Textform, die mitunter eher dem Marketing als einer objektiven Vergleichbarkeit dienen. Mancher Hersteller bezeichnet 4000 K schon als cool-white, andere 3000 K als neutralweiß. Die bessere Farbwiedergabe der 9xx-Exemplare der Fluoreszenzleuchten ist wegen der größeren Anzahl an Leuchtstoffschichten aufwendiger herzustellen und damit teurer; die Leuchten sind dadurch wiederum in ihrer Lichtausbeute (Lumen pro Watt) etwas weniger effizient.

### Psychologische Wirkung
Im Zusammenhang mit dem Verkaufsverbot für Glühlampen wurde in den Medien der Einfluss der Lichtfarbe aufgeworfen. Danach wurde auf die Farbpsychologie des Menschen verwiesen und der unterschiedliche Einfluss von Glühlampen und Leuchtstofflampen disputiert. Auf Grund des Tagesablaufs besitzt die Lichtfarbe einen psychologischen Einfluss.
Am Tage herrscht Sonnenlicht mit hoher Lichtstärke vor, die Nacht ist (zumindest in der Evolution des Menschen) an die wesentlich geringere Lichtstärke der Beleuchtung durch Mond und Sterne gebunden. Während des Tagesverlaufs ändert sich zudem die Lichtfarbe. Licht mit höherem Blauanteil, also kaltes Licht, kann daher, über eine einhergehende Verringerung der Melatonin-Ausschüttung, ermunternd und belebend wirken, während warmes Licht (rötlich/gelblich, auch Warmton) gemütlich und dämpfend wirkt. Bewusst wird deshalb in der Lichttherapie kaltes Licht gegen Winterdepressionen eingesetzt; auch an Arbeitsplätzen wird inzwischen vermehrt solches Licht mit hoher Farbtemperatur eingesetzt.
Durch Kienspäne, Öllampen oder Glühlampen war lange Zeit künstliche Beleuchtung mit Farbtemperaturen unter 3000 Kelvin gewohntes Kunstlicht (warmwhite), während natürliches Tageslicht Farbtemperaturen oberhalb 5500 Kelvin aufweist. Letzteres wird mit der Weiterentwicklung der Leuchtmittel heute zur Lichtfarbe "daylight". Zum anderen sollte die eingesetzte Lichtfarbe mit einer bestimmten Beleuchtungsstärke einhergehen, um eine positive psychologische Wirkung zu erzeugen. Bei neueren Leuchtmitteln besteht zudem ein Zusammenhang zur Güte der Lichtfarbe: je besser die Farbwiedergabe, desto geringer die Lichtausbeute pro Watt. Seit den 1990er Jahren sind auch sogenannte Vollspektrum-Tageslicht-Lampen (daylight de luxe) erhältlich, die ein tageslichtähnliches, nahezu kontinuierliches Licht liefern und werbewirksam als gesundheitsfördernd bezeichnet werden. Der höhere Preis erklärt sich durch den Einsatz von fünf oder mehr anstatt drei Leuchtstoffen in den älteren Lampen. Die Wirkung auf die innere Uhr (über die lichtmengenabhängige Melatonin-Ausschüttung) kann andererseits unerwünscht sein. Beispielsweise könnten 6500 Kelvin (Lampenfarbe: 965) beim abendlichen Computergebrauch wie Tageslicht Schlafprobleme hervorrufen. Um den Zusammenhang zwischen Lichtstärke und Lichtfarbe für den technischen Gebrauch zu dokumentieren, existieren mehrere auf spezielle Arbeits- und Wohnsituationen abgestimmte Normen und Empfehlungen von DIN und VDE.

„[So sollten …] für niedrige Beleuchtungsniveaus keine Lichtquellen mit einer hohen Farbtemperatur eingesetzt werden, es entsteht sonst der Eindruck der Dämmerung oder des Mondlichtes, wodurch Arbeitsfreudigkeit und Behaglichkeit beeinträchtigt werden. Die Wirkung ist im wesentlichen durch die chromatische Aberration des Auges bedingt.“

Die Wirkung von Vollspektrum-Lampen (Glühlampen, Fünfbandenlampen, de-Luxe-Lampen) gegenüber den in der Farbwiedergabe schlechteren einfachen Dreibandenlampen (Quecksilberdampflampen mit einfachen Leuchtstoffaufträgen, teilweise auch einfache Fünfbandenlampen), beruht nicht auf dem direkten Einfluss der Lichtfarbe bei der Betrachtung der Lichtquelle, sondern über den geänderten Farbreiz der umgebenden Körperfarben.